# Neville Alexander

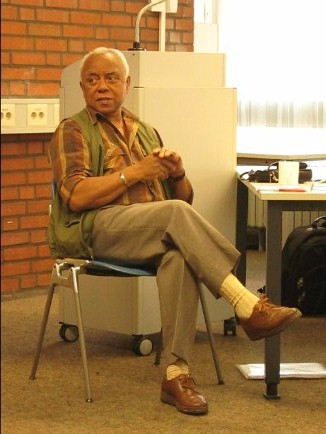
Neville Alexander bei der World Conference of African Linguistics in Köln (2009)

 Neville Edward Alexander (* 22. Oktober 1936 in Cradock; † 27. August 2012 in Kapstadt) war ein südafrikanischer Linguist und Mitkämpfer Nelson Mandelas gegen das Apartheidregime.

## Leben
Alexander wurde 1936 in Cradock im östlichen Teil der Kapprovinz von Südafrika geboren. Der Vater war Zimmermann, die Mutter Lehrerin. Er studierte an der Universität Kapstadt Germanistik und Geschichte. Seine Magisterarbeit schrieb er über das schlesische Barockdrama von Andreas Gryphius und Daniel Caspar von Lohenstein. Anschließend erhielt er ein Alexander-von-Humboldt-Stipendium und studierte an der Universität Tübingen. Dort wurde er 1961 mit einer Arbeit über Gerhart Hauptmann promoviert.
Bereits 1957 hatte er sich der Anti-Apartheidsbewegung angeschlossen.  Nach seiner Rückkehr nach Südafrika schloss er sich einer Unterorganisation des Non European Unity Movement an und war einer der Mitbegründer der National Liberation Front (NLF). 1963 wurde er verhaftet und trotz weltweiter Proteste – auch in Deutschland – wegen Hochverrats zu zehn Jahren Gefängnis verurteilt. Die Strafe verbüßte er zusammen mit Nelson Mandela auf der berüchtigten Gefängnisinsel Robben Island. Nach der Abschaffung des Apartheidsregimes beschäftigte er sich verstärkt mit multilingualen Projekten und Erziehungsfragen in Südafrika.
Bis zu seinem Tod war er Direktor des Projekts Study of Alternative Education in South Africa (PRAESA) an der Universität Kapstadt und Mitglied des Vorstands der African Academy of Languages.

## Auszeichnungen
- 2008: Linguapax-Preis für seine Verdienste um die Linguistik und die multilinguale Erziehung
- 2013: Order of Luthuli in Silber (postum)[2]

## Werke (Auswahl)
- Studien zum Stilwandel im dramatischen Werk Gerhart Hauptmanns, Metzler, Stuttgart 1964 (zugleich Dissertation 1961).
- Wer Wind sät, wird Sturm ernten. Kultur und Politik der unterdrückten Mehrheit Südafrikas, isp-Verlag, Frankfurt 1986.
- mit Ludwig Helbig: Schule und Erziehung gegen Apartheid. Befreiungspädagogik in Südafrika, isp-Verlag, Frankfurt 1988.
- Südafrika. Der Weg von der Apartheid zur Demokratie. Aus dem Englischen von Christian Grüny. C. H. Beck Verlag, München 2001, ISBN 3-406-48254-6.
- mit Jutta Limbach, Joachim Gauck: Wahrheitspolitik in Deutschland und Südafrika. Drei Pfade zur Aufarbeitung der Vergangenheit. Offizin-Verlag, Hannover 2001, ISBN 3-930-34527-7.
- Neville Alexander im Gespräch: Mit der Macht der Sprachen gegen die Sprache der Macht. Hrsg. von Lucijan Busch. Drava Verlag, Klagenfurt 2011, ISBN 978-3-85435-658-5.
- Against Racial Capitalism: Selected Writings, edited by Salim Vally and Enver Motala, Pluto Press 2023, ISBN 978-0-74534-837-7.